# 쿠스미 코하루
쿠스미 코하루(일본어: 久住小春, 1992년 7월 15일~)는 일본의 배우, 모델 , 가수이다. 니가타현 출신이며, 오스카 프로모션 소속이다.

## 약력
- 2005년 2월, 초등학교 6학년때 모닝구무스메의 오디션에 합격.
- 2006년 4월에 애니메이션「키라링☆레볼루션」의 츠키시마 키라리 역으로 성우 데뷔.
- 2006년 7월에는 애니메이션 주제가 「사랑☆일까」로 솔로 데뷔를 완수했다.
- 2009년 12월에 모닝구무스메에서 졸업하는 것을 발표.
- 2010년에는 야마자키 제빵 「포근포근한 식빵」의 텔레비전 CM에 출연.
- 2010년 9월부터 「CanCam」의 패션 모델로 활동.
- 2014년 1월에는 「발족! 여자 내각」으로 텔레비전 드라마 첫 출연.
- 2015년 7월 23일 발매의 「CanCam」9월호를 가지고 「CanCam」의 전속 모델을 졸업.
- 2016년 11월 말일로 소속사와의 계약을 종료하고 퇴소한다.
- 2017년 4월 7일에 오스카 프로모션으로 이적이 발표되었다.

## 인물
- 일본에서의 애칭은 'こは 코하[*]'/'くっすん 굿승[*]'/'小春ちゃん 코하루쨩[*]'/'小春 코하루[*]'/'こはっち 코핫치[*]'/'くすみん 쿠스밍[*]'/'こはるんるん 코하룬룬[*]' 등이 있다.

## 출연

### 레귤러
- 오하스타(2006년~2014년 3월 31일, 테레비도쿄) - 츠키시마 키라리로서 본인이 출연했으나, 2009년 5월 12일부터 화요일에 고정 출연
- 오하코로세움 (2010년 4월 3일~2011년 3월 26일, 테레비도쿄)
- 나가오카 시 홍보 TV프로「가오!」(2010년 10월 6일~12월 9일, 니가타TV21) - 네비게이터
- 오토보케POPS (2014년 4월 6일~, BS-TBS)

### 텔레비전
- 하로! 모닝구。(2005년 5월 15일~2007년 4월 1일, 테레비도쿄)
- 무스메DOKYU!(2005년 7월 4일~2006년 9월 1일, 테레비도쿄)
- 키라링☆레볼루션(2006년 4월 7일~2009년 3월 27일, 테레비도쿄 계열) - 츠키시마 키라리 역할
- 하로모니@(2007년 4월 8일~2008년 9월 28일, 테레비도쿄)
- 요로센!(2008년 10월 6일~2009년 3월 27일, 테레비도쿄)
- 피라메키노(2009년 4월 6일·8일·10일·14일·20일, 테레비도쿄)

### 드라마
- 발족! 여자 내각(2014년 1월~3월, 지바테레비) - 주연 · 야마토 신 역
- 어게인!!(2014년 7월 21일~9월 22일, 마이니치 방송) - 아베 타마키 역

### 라디오
- TBC FUN 필드 모렛츠 모대쉬(2005년 11월 7일~18일, 도호쿠 방송)
- 닛폰방송「뮤~코미」(2006년 10월 26일) - 14살의 최연소 퍼스널리티로서 게스트 출연
- NACK5「마루고토 스테이션 presents 하이브리드 NACK」(2006년 11월) - 단독 출연
- bayfm78「ON8」(2007년 8월 14일) - 단독 출연
- 하로프로야넨!(2009년 2월 14일, ABC 라디오)
- VIP GROUP presents 쿠스미 코하루 코해피 TIME(2016년 1월 9일~, FM PORT)
- 쿠스미 코하루의 MEDIASHIP927(2016년 4월 1일~, 니가타 방송)

### CM
- 부드럽게 식빵 ~여름의 먹는 방법편~(2010년 7월~, 야마자키 빵) - 오모리 사츠키와 공동 출연
- 부드럽게 식빵 ~확실히 메뉴편~(2010년 9월~, 야마자키 빵) - 오모리 사츠키와 공동 출연
- 부드럽게 식빵 ~오늘은 무슨편~(2011년 9월~, 야마자키 빵) - 오모리 사츠키와 공동 출연
- 사만사제트(2012년 3월 20일~, 사만사타바사 / JAL) - 에비하라 유리, 야마모토 미츠키, 츠치야 토모키와 공동 출연
- U25 사만사타바사(2012년 3월 20일~, 사만사타바사) - 에비하라 유리, 코즈마 코토노, 호리나 츠카, 야마무라 사에와 공동 출연

### 무대
- 아베 내각(2010년 12월 22일~27일, 혼다 극장)

### 패션쇼
- 코베 콜렉션 2011 추/동(2011년 9월 4일) - 게스트 모델로서 출연
- 걸즈 어워즈 2012 추/동(2012년 11월 8일) - 게스트 모델로서 출연

### 그 외
- 헬로! 프로젝트의 공식 휴대 사이트「포켓 모닝구무스메。」에 두고,「쿠스미 코하루 일기 메일」이라고 하는 컨텐츠를 담당하고 있었다.

## 작품
츠키시마 키라리 starring 쿠스미 코하루 (모닝구무스메)의 작품은 항목을 참조.

### DVD
- Jump!!(2009년 9월 30일, Zetima)

## 서적

### 에세이
- 쿠스미 코하루 17세의 전직(2011년 2월 10일, 와니북스) ISBN 978-4847019654

### 사진집
- 1st 사진집「久住小春」(2006년 3월 26일, 와니북스) ISBN 978-4-8470-2923-3
- 2nd 사진집「POP 久住小春ソロ写真集」(2007년 9월 20일, 카도카와그룹퍼블리싱) ISBN 978-4-04-894499-1
- 3rd 사진집「小春日記。」(2008년 7월 24일, 와니북스) ISBN 978-4-8470-4102-0
- 4th 사진집「Sugar Doll」(2009년 9월 27일, 와니북스) ISBN 978-4-8470-4202-7
- 5th 사진집「moment」(2017년 11월 15일, 후따바샤) ISBN 978-4575313215

### 잡지
- CanCam(전속: 2011년 11월호부터)
- Can코레!(2012년 2월 26일)